# Vai que É Mole
Pour plus de détails, voir Fiche technique et Distribution.
Vai que É Mole est une comédie musicale brésilienne en noir et blanc réalisée par J. B. Tanko, sortie en 1960. Le scénario a été écrit par J. B. Tanko et Edgar G. Alves.
Ce fut le premier film mettant en avant la chanteuse brésilienne, Virgínia Lane dans un numéro musical, vedette de l'époque. 

## Synopsis
Trois voleurs, Macio, Brancura et Bolinha, sortant du centre pénitentiaire Lemos Brito, sont contactés par leur patron Dureza pour planifier de nouveaux vols. La petite amie de Brancura, Maysa veut que ce dernier arrête de mener cette vie criminelle. Les choses se compliquent lorsque Brancura reçoit une lettre de sa défunte tante où elle lui confie la garde de son fils, Zé Maria. 
De retour dans leur bande, Macio et Brancura volent le sac d'une ballerine, Lea mais le rendent par après à la propriétaire, désirant changer de vie et d'être un bon exemple pour l'éducation du garçon. Face à ce geste bienveillant, ils sont invités à participer à un programme télévisé. Au courant, Dureza, chef de la bande discutent avec eux et acceptent qu'ils quittent la profession. Avec leurs notoriétés, des emplois leur sont proposés, et les deux sont acceptés à travailler dans une banque. Seulement, leur honnêteté entraîne beaucoup de confusion au sein de leur ancienne bande ainsi que de la police, bien au courante de leurs braquages qu'ils ont commis dans le passé.

## Fiche technique
Cette fiche technique est établie à partir de Cinemateca brasileira. 
- Titre original : Vai que É Mole
- Réalisation : J. B. Tanko
- Scénario : J. B. Tanko et Edgar G. Alves
- Photographie : Amleto Daissé
- Son : Nelson Ribeiro et José Tavares
- Montage : Rafael Justo Valverde
- Directeur musical : Lyrio Panicalli
- Arrangeur musical : Carlos de Souza Barros
- Chorégraphie : Helba Nogueira
- Production : Herbert Richers, Arnaldo Zonari et J. B. Tanko
  - Directeur de production : Murilo Lopes
  - Assistant de production : Raimundo Higino
- Société de production : Produções Cinematográficas Herbert Richers S.A.
- Sociétés de distribution : Produções Cinematográficas Herbert Richers S.A.
- Pays d'origine :  Brésil
- Langue originale : portugais
- Format : noir et blanc - 1,37:1 - 35 mm (Westrex Recording System)
- Genre : comédie musicale
- Durée : 102 minutes
- Dates de sortie : 1960 (Brésil)

## Distribution
| - Ankito : Macio - Grande Otelo : Brancura - Renata Fronzi : Reporter - Anilza Leoni : Lea - Renato Restier : Père - Aurélio Teixeira : Dureza - Otelo Zeloni : Gianini, producteur de télévision Canal continental 9 - Pedro Dias : Docteur - Armando Ferreira : Commandant Ferreira - Jô Soares : Bolinha - Carlos Imperial : Pied de Chèvre - Carlos Costa : Majordome du commandant Ferreira - Maria Augusta : Maisa, tante de Brancura - Aurino Cassiano : Zé Maria, neveude Brancura - Paulo Rodrigues - Luiz Mazzei - Adolfo Machado - Liz Marques - Jefferson Dantas - Farnetto - Tarcísio Zanotta - Milton Leal - Tony Júnior - Iara Jaty - Tânia Martins - Ballet folklorique Mercedes Batista | Participations spéciales - Adail Viana - Amado de Arimatheia - Antonio Nascimento - Berlinck Silva - Carmen Célia - Ilda Restier - Jorge Felipe - José Lopes - Martha Cristina - Nilo Pinheiro - Rodolfo Berghirchner - Silvio Bitencourt - Walter Goulart - Yolanda Moura |

## Musique
La bande originale de Vai que É Mole a été dirigée par le compositeur brésilien Lyrio Panicalli et arrangé par Carlos de Souza Barros.  
| N° | Nom                 | Interprète(s)                                    | Auteur(s)                         |
| -- | ------------------- | ------------------------------------------------ | --------------------------------- |
| 01 | Eu e o samba        | Virginia Lane                                    | Nelson Castro                     |
| 02 | Mineiro sabido      | Luiz Wanderley                                   | Luiz Wanderley et Elias Soares    |
| 03 | Quero me casar      | Hugo Brando                                      | Hugo Brando et Pedro Almeida      |
| 04 | Eu quero é beijar   | Anilza Leoni et Ankito                           | Carlos Imperial et Wilson Simonal |
| 06 | Morena Guanabara    | Maria Augusta et Grande Otelo                    | Grande Otelo et A. Pinto          |
| 06 | Ladrões de corações | Grande Otelo, Maria Augusta, Jô Soares et Ankito | Grande Otelo et A. Pinto          |